# Arcanum (Ohio)

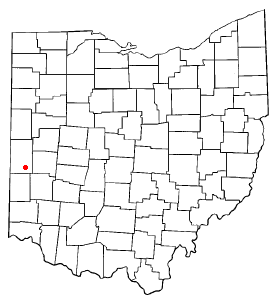
Arcanum na planie stanu Ohio

Arcanum – wieś w USA, w stanie Ohio, w hrabstwie Darke. Arcanum został założony w roku 1849. Aktualnie (2014) burmistrzem jest Judith Foureman.
Liczba mieszkańców w 2010 roku wynosiła 2 129, a w roku 2012 wynosiła 2 104.